# Штефан Кизмич
Штефан Кизмич (Штеван Кÿзмич) или Штеван Кизмич (мађ. Küzmics István, словен. Küzmič; Струковци, Мађарска, око 1723 — Шурд, Мађарска, 22. децембар 1779) словеначки писац, учитељ, преводилац и евангелистички свештеник. Превео је Нови завет са грчког на прекомурски језик чиме је поставио основе прекоморског књижевног језика
Кизмичев вршњак Миклош Кизмич није му био у роду. Кизмич/Küzmič је врло често презиме у Прекомурју (данас Словенија).
Штефан Кизмич рођен је у евангелистичком селу Штруковци (раније  касније Sűrűház). Школу је похађао у Раденцима (Regede) и Канчевцима (раније  касније Alsószentbenedek). Потом се школовао у Чобину (Nemecsó), код Кисега (Kőszeg)., Ђуру (Győr) те на братиславском лицеју. Говорио је мађарски, грчки, латински и хрватски језик.
Свештеничку службу прво је обављао у Чобину где је написао и своје прво дело Мали словеначки катехизам 
Године 1755. долази у Шомођску жупанију, у место Шурду (Surd, данас Залска жупанија). Из Шомођа у 16.-18. веку велики број Словенци насељава Прекомурје. У месту Шурду и у околицу такође су живели Словенци евангелисти.
Године 1771. Кизмич је превео на прекомурски Нови завет (Nouvi Zákon). Књигу је штампао у Београду 1928. Због оскудног фонда речи у тадашњем прекомурском језику, Кизмич је у превођењу користио кајкавско наречје, као што су то радили Миклош Кизмич, Јожеф Кошич и други словеначки писци у Мађарској 18. и 19. века.

## Дела
- Мали словеначки катехизам
- АБЦ књижица
- , Хале, Немачка, 1754.
- Нови завет или Нови Тестамент нашега Господа Исуса Христоса сад прво с Грчког на стари словеначки језик, преводио Штеван Кизмич у шурданској парохији  Хале, Немачка, 1771)